# Edward Gorazdowski
Edward Gorazdowski (ur. 1843 w Warszawie, zm. 15 listopada 1901 tamże) – drzeworytnik warszawski, jeden z najwybitniejszych i najpłodniejszych polskich ksylografów.

## Życiorys
Nie miał wykształcenia artystycznego, był absolwentem gimnazjum. 
. Pierwsze prace Gorazdowskiego pojawiły się w roku 1863 w „Tygodniku Ilustrowanym”; w tym czasie kierownikiem artystycznym czasopisma był Juliusz Kossak. Początkowo rytował wyłącznie krajobrazy i architekturę miast, z czasem powierzano mu reprodukowanie rysunków Michała Andriollego, Aleksandra Gierymskiego, Juliusza Kossaka, Ksawerego Pillatiego, Władysława Podkowińskiego, Feliksa Sypniewskiego, Władysława Szernera, Stanisława Witkiewicza i wielu innych. W 1873 roku, mając już za sobą poważny dorobek artystyczny, przeszedł do „Kłosów”. Po zamknięciu pisma w 1890 wrócił do „Tygodnika Ilustrowanego”. Wielokrotnie nagradzany w Polsce i za granicą, Gorazdowski należał do jednych z najlepszych drzeworytników swoich czasów. Poza czasopismami ilustrował także książki, w tym Meira Ezofowicza Elizy Orzeszkowej, Starą baśń Józefa Kraszewskiego, czy Na przełęczy Stanisława Witkiewicza.
Brał udział m.in. w 4 wystawach Zachęty, na wystawie z 1887 otrzymał nagrodę. 